# Jecato

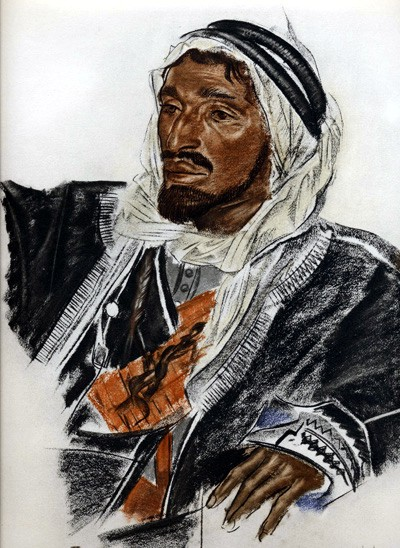
Jeque Sattam de Haddadin de Palmira, por Aleksandr Yákovlev.

Un jecato (árabe: مشيخة [Mashyaja]) es un área geográfica o una sociedad gobernada por un líder tribal llamado jeque. Los jeques existen exclusivamente dentro de los países árabes, particularmente en la península arábiga (países del Golfo).
Aunque algunos países están gobernados por un jeque, no suelen denominarse jeques, sino reino, emirato o simplemente estado, y su gobernante suele tener otro título real, como rey o emir.